# Paral·lel 7° sud
El paral·lel 7° sud és una línia de latitud que es troba a 7 graus sud de la línia equatorial terrestre. Travessa l'oceà Atlàntic, l'Àfrica, l'Oceà Índic, el Sud-est Asiàtic, l'Australàsia, l'Oceà Pacífic i Amèrica del Sud.

## Geografia
En el sistema geodèsic WGS84, al nivell de 7° de latitud sud, un grau de longitud equival a 110,495 km; la longitud total del paral·lel és de 39.778 km, que és aproximadament 99,0% de la de l'equador, del que es troba a 774 km i a 9.228 km del pol Sud

## Arreu del món
A partir del Meridià de Greenwich i cap a l'est, el paral·lel 7° sud passa per: 
| Coordenades                             | País. Territori o mar            | Notes |
| --------------------------------------- | -------------------------------- | --- |
| 7° 0′ S, 0° 0′ E / 7.000°S,0.000°E      | Oceà Atlàntic                    | |
| 7° 0′ S, 12° 50′ E / 7.000°S,12.833°E   | Angola                           | |
| 7° 0′ S, 16° 58′ E / 7.000°S,16.967°E   | R.D. del Congo                   | |
| 7° 0′ S, 19° 32′ E / 7.000°S,19.533°E   | Frontera R.D. del Congo / Angola | |
| 7° 0′ S, 20° 18′ E / 7.000°S,20.300°E   | Angola                           | |
| 7° 0′ S, 20° 34′ E / 7.000°S,20.567°E   | R.D. del Congo                   | |
| 7° 0′ S, 29° 44′ E / 7.000°S,29.733°E   | Llac Tanganyika                  | |
| 7° 0′ S, 30° 34′ E / 7.000°S,30.567°E   | Tanzània                         | |
| 7° 0′ S, 39° 33′ E / 7.000°S,39.550°E   | Oceà Índic                       | |
| 7° 0′ S, 52° 44′ E / 7.000°S,52.733°E   | Seychelles                       | Atol Alphonse |
| 7° 0′ S, 52° 46′ E / 7.000°S,52.767°E   | Oceà Índic                       | Passa al nord de Coëtivy, Seychelles                                                                                               |
| 7° 0′ S, 106° 33′ E / 7.000°S,106.550°E | Indonèsia                        | Illa de Java |
| 7° 0′ S, 112° 35′ E / 7.000°S,112.583°E | Mar de Java                      | |
| 7° 0′ S, 112° 46′ E / 7.000°S,112.767°E | Indonèsia                        | Illa de Madura |
| 7° 0′ S, 114° 4′ E / 7.000°S,114.067°E  | Mar de Java                      | |
| 7° 0′ S, 115° 16′ E / 7.000°S,115.267°E | Indonèsia                        | Illes de Kangean i Paliat |
| 7° 0′ S, 115° 40′ E / 7.000°S,115.667°E | Mar de Java                      | Passa al nord de l'illa de Tanahjampea                                                                                             |
| 7° 0′ S, 120° 37′ E / 7.000°S,120.617°E | Mar de Banda                     | Passa al nord de l'illa de Damar, Indonèsia · Passa entre les illes d'Itain i Maru, Indonèsia                                      |
| 7° 0′ S, 131° 58′ E / 7.000°S,131.967°E | Indonèsia                        | Illa de Fordate |
| 7° 0′ S, 131° 59′ E / 7.000°S,131.983°E | Mar d'Arafura                    | Passa al sud de l'illa de Trangan, Indonèsia                                                                                       |
| 7° 0′ S, 138° 37′ E / 7.000°S,138.617°E | Indonèsia                        | Illa de Nova Guinea |
| 7° 0′ S, 141° 1′ E / 7.000°S,141.017°E  | Papua Nova Guinea                | Illa de Nova Guinea |
| 7° 0′ S, 146° 59′ E / 7.000°S,146.983°E | Oceà Pacífic                     | Mar de Salomó |
| 7° 0′ S, 155° 42′ E / 7.000°S,155.700°E | Illes Salomó                     | Illa Alu |
| 7° 0′ S, 155° 46′ E / 7.000°S,155.767°E | Oceà Pacífic                     | Passa al sud de l'illa Fauro, Illes Salomó                                                                                         |
| 7° 0′ S, 156° 43′ E / 7.000°S,156.717°E | Illes Salomó                     | Illa Choiseul |
| 7° 0′ S, 157° 6′ E / 7.000°S,157.100°E  | Oceà Pacífic                     | Passa entre els atols de Nanumea i Nanumanga, Tuvalu · Passa al nord de Niutao, Tuvalu · Passa al sud de l'illa Starbuck, Kiribati |
| 7° 0′ S, 79° 47′ O / 7.000°S,79.783°O   | Perú                             | |
| 7° 0′ S, 73° 46′ O / 7.000°S,73.767°O   | Brasil                           | Amazonas Pará Tocantins Maranhão Piauí Ceará Paraíba                                                                               |
| 7° 0′ S, 39° 49′ O / 7.000°S,39.817°O   | Oceà Atlàntic                    | |